# دومينيك تومسون
دومينيك تومسون (بالإنجليزية: Dominique Thompson)‏ هو لاعب كرة قدم أمريكية أمريكي، ولد في 28 ديسمبر 1982.

## وصلات خارجية
- دومينيك تومسون على موقع مرجع كرة القدم المحترفة.كوم (الإنجليزية)